# Passion Flower
Passion Flower é um filme de drama dos Estados Unidos, dirigido por William de Mille e lançado em 1930, baseado em romance homônimo de Kathleen Norris.